# الرميتاب
الرميتاب إحدى قرى ولاية الجزيرة في جمهورية السودان.